# Friedrich Vierhapper
Friedrich Karl Max Vierhapper (Weidenau, 7 marzo 1876 – Vienna, 11 luglio 1932) è stato un esploratore e botanico austriaco.